# Михаил Бородин
Позовавайки се на източнославянските конвенции за именуване, бащиното му име е Маркович, а фамилното име е Грузенберг.
Михаил Грузенберг, известен с псевдонима си Михаил Бородин (на руски: Михаил Бороди́н), е роден на 9 юли 1884 г. в Руската империя. Той е  руски дипломат, болшевишки революционер и агент на Комунистическия интернационал - Коминтерна, както и изявен съветник на Сун Ятсен и Гоминдан (KMT) в Китай през 20-те години на XX век.
Роден в тогавашната провинциална част на Руската империя (сегашен Беларус), в еврейско семейство, Бородин се присъединява към '
Общия еврейски работнически съюз (Бунд) на шестнадесет години, а по-късно през 1903 година става болшевик. След като е арестуван за участие в революционни дейности, Бородин бяга в Америка, където посещава университета във Валпараисо и създава семейство, а по-късно основава англоезично училище за руснаци евреи, имигранти в Чикаго.
След успеха на Октомврийската революция през 1917 г. Бородин се завръща в Русия и служи на различни длъжности в новото съветско правителство. През 1919 г. става агент на Коминтерна и пътува до различни страни, за да разпространява болшевишката революционна кауза. През 1921 г. Бородин пристига в Турция, за да помогне на Турското национално движение във войната за независимост срещу Великобритания.
Бородин е арестуван и задържан от Великобритания за половин година заради дейността си в Турция. През 1923 г. Владимир Ленин избира Бородин да ръководи мисия на Коминтерна в Китай, където му е поверена задачата да помага на Сун Ятсен и на неговия Гоминдан. След смъртта на Сун Ятсен, Бородин помага в планирането на Северния поход и по-късно става безспорен поддръжник на левицата в Ухан.
След чистката на комунистите от Гоминдан, Бородин е принуден да се върне в Съветския съюз през 1927 г., където заема различни позиции в съветското правителство и по-късно помага за основаването на англоезичния вестник Moscow News, на който става главен редактор.
По време на Втората световна война той e главен редактор на Съветското информационно бюро. Поради нарастващия антисемитизъм в Съветския съюз в края на 40-те години, Бородин е арестуван и депортиран в наказателен лагер, където умира през 1951 г. Официално е реабилитиран през 1964 г.

## Биография

### Ранни години
Бородин е роден на 9 юли през1884 г. в Яновичи (тогавашна територия на Руската империя, сегашна част на Витебска област, Беларус) в еврейско семейство. Носел е името Михаил Маркович Грузенберг (на руски: Михаи́л Ма́ркович Грузенберг). 
От много ранна възраст той започва да работи като лодкар в Западна Двина, пресичайки участъка на реката между Витебска област, Даугавпилс и Рига (сегашната столица на Латвия). По-късно се премества да живее в Рига, където посещава вечерните училища на руски език и същевременно работи на пристанището в града.
Когато навършва 16 години, се присъединява към Общия еврейски работнически съюз в Литва (Бунд), а по-късно през 1903 г. преминава към болшевиките на Владимир Ленин. Той става близък сътрудник на Ленин и болшевишки агент в северозападния регион на империята. Предимство се окзва това че владее идиш, немски и латвийски език. В средата на 1904 г. му е наредено да пътува до Швейцария, за да се срещне с Ленин, който е заминал в изгнание.
На 9 януари 1905 г., след множеството убийства, случили се по време на "Кървавата неделя", Бородин се завръща в Русия, организира революционна дейност в Рига и по-късно е избран да присъства на болшевишката конференция в Тампере (Тамерфорс), където се среща с Йосиф Сталин.
През 1906 г. Бородин присъства на 4-ия конгрес на Руската социалдемократическа работническа партия в Стокхолм. По-късно през същата година, той е задържан от царската полиция в Санкт Петербург и му се налага да направи избор - дали да бъде изпратен в Сибир или на заточение в Европа. Бородин избира да поеме по пътя на изгнанието и през октомври пристига в Лондон, където полицията го забелязва и незабавно му нарежда да напусне страната. През 1907 г. той пристига в Америка, първо в Бостън, а след това в Чикаго. Докато е там, той посещава лекциите в университета Валпарайсо в Индиана, както и преподава английски на деца имигранти в Hull House (създаден от Джейн Адамс). След време основава собствено училище за руснаци евреи имигранти, което по-късно прераства в успешно развиващ се бизнес. По време на престоя си в Съединените щати, Бородин фиктивно се асоциира със Социалистическата партия на Америка, като същевременно насърчава руската революционна кауза сред имигрантската общност.
След Октомврийската революция (1917 г.) той се завръща в Русия през юли 1918 г. и започва работа в Народния комисариат на външните работи на Руската съветска република. Няколко месеца по-късно той се завръща в Америка, за да предаде „Писмо на американските работници“ на Ленин. Писмото било пропагандно послание, предназначено да противодейства на негативните възгледи на руските комунисти след подписването на Брест-Литовския мирен договор. Той също така предложил организирането на съвместна пропагандна кампания с Комитета по обществена информация на Джордж Крийл, но така и не успели да осъществят тази идея. Разочарован от жестоката американска критика спрямо новото съветско правителство, Бородин захвърля надеждата за сътрудничество с американците и се завръща в Русия. След това се премества в Стокхолм, където се среща с американския писател Карл Сандбърг, с когото обсъждат Болшевишкия преврат.
През март 1919 г. Бородин участва в Първия конгрес на Комунистическия интернационал (Коминтерн) в Москва. След конгреса той се заема с първата си задача в Коминтерна - пътуване с фалшив мексикански дипломатически паспорт. Бородин пътува през различни европейски страни, като дори депозира съветски средства в сметка в швейцарска банка и се опитва да събере пари за финансиране на създаването на комунистически партии в Америка. По-късно пътува до Санто Доминго и резервира билет за Ню Йорк, където пристига през август 1919 г.  Оказва се, че мисията му е известна на американските власти и следователно е задържан за кратко от Федералното бюро за разследване. След като бива освободен, той отива в стария си дом в Чикаго, където се натъква на Социалистическата партия на Америка, която е разкъсана заради спор между лявото си крило, което иска да създаде комунистическа партия и да се присъедини към Коминтерна, и останалите членове, които се противопоставят на тази идея. Тъй като Бородин осъзнава, че е наблюдаван, докато е в Америка, той страни от публични изяви и се стреми да не привлича никакво внимание. На 4 октомври 1919 г.  успява да се измъкне от страната, преминавайки границата към Мексико.
В Мексико той се среща с индийския революционер М. Н. Рой, с американските писатели Карлтън Бийлс и Майкъл Голд, както и с американския комунист Чарлс Филипс. Бородин обяснява на Рой за Руската революция и комунизма и впоследствие революционера се доверява на комунистическите вярвания. Така двамата успешно създават Мексиканската комунистическа партия. По време на престоя си в Мексико, Бородин изпраща доклади за подвизите на Рой на Ленин, който по-късно го кани да присъства на 2-рия Световен конгрес на Коминтерна през 1920 г. в Москва. Напускайки Мексико през декември 1919 г., Бородин, Рой и Филипс пътуват до Западна Европа. Там те възнамеряват да разпространят комунистическата кауза в навечерието на конгреса, надявайки се да създадат комунистическа партия в Испания. Пристигайки в Москва в седмиците преди конгреса, Бородин запознава Рой с Ленин, след което той става важна фигура в Коминтерна.
По-късно Бородин се завръща във Великобритания, където трябва да установи причината за провала на революцията там и да се заеме с Британската комунистическа партия. По време на посещението си използва псевдонима "Джордж Браун". След като няколко месеца успешно осъществява дейностите си, той е арестуван на 29 август 1922 г. и бива задържан за шест месеца в Глазгоу. Причината за задържането му уж е нарушение на имиграционните разпоредби, въпреки че политическата му мисията е била добре позната на съответните органи. Впоследствие е депортиран в Русия, като при пристигането му в Москва Ленин го информира, че е избран за ръководител на мисия на Коминтерна в Китай. През втората половина на 1923 г. той пристига в Гуанджоу, Пекин, където е седалището на революционното правителство на Сун Ятсен.

## Семейство
Бородин се жени за Фаня Орлук, по-известна като "Фани" и имат двама сина - Фьодор Михайлович Бородин и Норман Бородин. И двамата са родени в Америка. Фьодор успява да стане полковник в Червената армия и умира по време на Втората световна война. По същото време Норман е съветски журналист.